# NGC 4523
NGC 4523 (również PGC 41746 lub UGC 7713) – magellaniczna galaktyka spiralna z poprzeczką (SBm), znajdująca się w gwiazdozbiorze Warkocza Bereniki. Odkrył ją Heinrich Louis d’Arrest 19 kwietnia 1865 roku. Należy do Gromady w Pannie.
W galaktyce tej zaobserwowano supernową SN 1999gq.